# Musoniola vicina
Musoniola vicina är en bönsyrseart som beskrevs av Giglio-tos 1917. Musoniola vicina ingår i släktet Musoniola och familjen Thespidae. Inga underarter finns listade i Catalogue of Life.